# عفيفة إسكندر
عفيفة إسكندر إصطفيان (10 ديسمبر 1921  - 22 أكتوبر 2012 )، مغنية عراقية لُقبت باسم «شحرورة العراق».

## سيرة
ولدت في الموصل من أب عراقي أرمني مسيحي وأم يونانية، وعاشت في بغداد. غنّت في عمر خمس سنوات وكانت أول حفلة أحيتها في عام 1935، لُقبت بمنلوجست من المجمع العربي الموسيقى كونها تجيد ألوان الغناء والمقامات العراقية.
وهي من عائلة مثقفة فنياً والدتها كانت تعزف على أربع آلات موسيقية وتدعى «ماريكا دمتري» وكانت تعمل مغنية في ملهى هلال عندما كان يطلق عليه اسم (ماجستيك) والذي أُنشىء بعد احتلال بغداد في منطقة الميدان بباب المعظم، كما هو حال بقية الملاهي التي ظلت تعمل حتى عام 1940، وكانت والدتها المشجع الأول وكانت تنصحها دوماً بأن الغرور هو مقبرة الفنان. تزوجت وهي في سن ال (12) من رجل عراقي أرمني يدعى «إسكندر اصطفيان» وهو عازف وفنان وكان عمره يتجاوز ال 50 عاماً عندما تزوجا، ومنه أخذت لقب إسكندر.

## مشوارها الفني
ظهرت لأول مرة على المسرح في ملهى صغير بمدينة أربيل في أواسط الثلاثينيات وكانوا يُسمونها (جابركلي) أي «المسدس سريع الطلقات»، وأتت هذه التسمية من صفة الغناء الذي أدته حيث كان غناء سريعا نتيجة لصغر سنها وعدم نضوج صوتها آنذاك. أول أغنية غنتها في أربيل كانت بعنوان: "زنوبة" وهي بعمر 8 سنوات.
بدأت مشوارها الفني عام 1935 في الغناء في ملاهي ونوادي بغداد وغنت في أرقى ملاهي العاصمة بغداد حينها مثل ملهى (الجواهري) و (الهلال) و (كباريه عبد الله) و (براديز).. علما أن الملاهي كانت سابقا أفضل من النوادي الاجتماعية الموجودة حاليا. استطاعت عفيفة بنباهة تحسد عليها أن تتعلم وتتأقلم مع أجواء الفن.. وبسرعة تحولت إلى نجمة من نجوم الفن، كانت حينها شابة مغناج وذكية جدا. التف حولها شخصيات مهمة وذات مكانة اجتماعية.. وغنت لهم المونولوج لمدة (5-6) دقائق باللغة التركية والفرنسية والألمانية والإنكليزية، وعملت مع الفنانة (منيرة الهوزوز) والفنانة (فخرية مشتت)..

## عفيفة في مصر
سافرت إلى القاهرة عام 1938 وغنٌت هناك وعملت لمدة طويلة مع فرقة (بديعة مصابني) في مصر وهي أشهر راقصة وممثلة مصرية في الأربعينيات. وكذلك عملت مع فرقة تحية كاريوكا. وأبرز مشاركاتها العربية هي التمثيل في فيلم (يوم سعيد) مع الفنان الراحل الكبير محمد عبد الوهاب وفاتن حمامة وغنٌت فيه لكن لسوء الحظ لم تظهر الأغنية عند عرض الفيلم بسبب المخرج الذي حذفها لطول مدة العرض التي تجاوزت الساعتين. مثّلت في أفلام أخرى في لبنان وسوريا ومصر منها القاهرة ـ بغداد إخراج أحمد بدرخان وإنتاج شركة إسماعيل شريف بالتعاون مع شركة اتحاد الفنانين المصريين ومثل فيه حقي الشبلي وإبراهيم جلال وفخري الزبيدي ومديحة يسري وبشارة واكيم وكذلك فيلم (ليلى في العراق) إنتاج ستوديو بغداد وإخراج أحمد كامل مرسي ومثل فيه الفنانون جعفر السعدي والراحل محمد سلمان والفنانة نورهان وعبد الله العزاوي وعرض الفيلم في سينما روكسي عام 1949. تعرفت إلى الأديب المازني والشاعر إبراهيم ناجي وعندها بدأ مشوارها الأدبي. ثم عادت إلى العراق واستقرت في بغداد.

## صالون عفيفة إسكندر
كانت لها تقاليد خاصة في الفن والحياة، حيث كانت تملك صالونا في منزلها الواقع في منطقة المسبح في الكرادة أنيقا وفاخرا، وضمّ مجلسها في ذلك الوقت أبرز رجالات السياسة والأدب والفن والثقافة في البلاد.. ومن أبرز الرجالات الذين كانوا يحرصون على حضور النقاشات من رجال الدولة في الحكم الملكي.. ومنهم نوري السعيد رئيس الوزراء العراقي السابق وفائق السامرائي عضو حزب الاستقلال وعضو مجلس الأمة، والنائب حطاب الخضيري، وأكرم أحمد وحسين مردان وجعفر الخليلي وإبراهيم علي والمحامي عباس البغدادي والعلامة الدكتور مصطفى جواد الذي كان مولعا بفنها وجمالها ومستشارها اللغوي وتقرأ له الشعر قبل أن تغنيه. فضلا عن الفنانين حقي الشبلي وعبد الله العزاوي ومحمود شوكة وصادق الأزدي والمصور آمري سليم والمصور الراحل حازم باك.. وأسماء كثيرة أخرى..

## أغاني عفيفة إسكندر

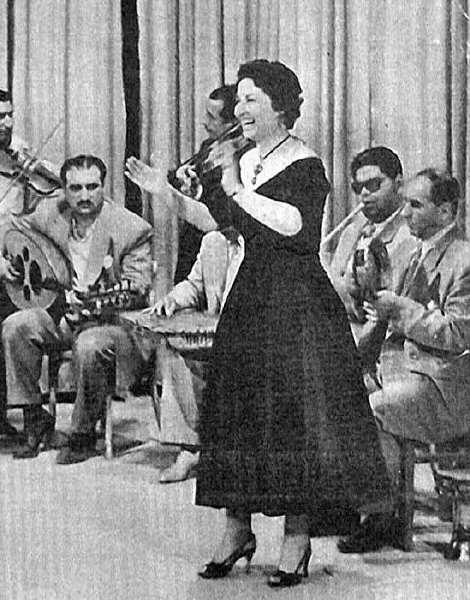

من أكثر الملحنين الذين تعاملت معهم هما أحمد الخليل والملحن خزعل مهدي والملحن ياسين الشيخلي ومن الأغاني التي قدمتها هي (يا عاقد الحاجبين) و (يا سكري يا عسلي) و (أريد الله يبين حوبتي بيهم) و (قلب.. قلب) و (غبت عني فما الخبر) و (جاني الحلو.. لابس حلو صبحية العيد) و (نم وسادك صدري) ومن أغانيها أيضاً (يا يمة انطيلي الدربين انظر حبي وأشوفه) وأغنية (مسافرين) وأغنية (قسما) وأغنية (حركت الروح) وأغنية (قيل لي قد تبدلا) وأغنية (هلال العيد) وأغنية (دورت بغداد للموصل رحت) وأغنية (جينا من بغداد) وأغنية (إلك يومين) وأغنية (شايف خير ومستاهلها) وأغنية (يا نجوم غني) وأغنية (جوز منهم) وأغنية (خلهم يكولون) وغيرها من الأغاني الكثيرة حيث بلغ رصيدها من الأغاني أكثر من (1500) أغنية.

## عفيفة والسياسة
كانت المغنية الأولى بالعصر الملكي وكان كبار المسؤولين في الدولة العراقية من ملوك وقادة ورؤساء ووزراء يطلبون ودّها ويطربون لصوتها ويحضرون حفلاتها من دون حياء. فالملك فيصل الأول كان من المعجبين بصوتها. أما نوري السعيد رئيس الوزراء السابق فقد كان يحب المقام والجالغي البغدادي وكان يحضر كل يوم اثنين إلى حفلات المقام ويحضر حفلاتها. وعبد الكريم قاسم أيضاً كان يحب غنائها ويحترمها. ولكن عبد السلام عارف كان يحاربها ويضيّق عليها حسب وصفها وتقول إنه كان يتهمها بدفن الشيوعيين في حديقة بيتها.
لم تغنِّ عفيفة لقادة الثورة ولم تطلب منها الملكية أن تغني لها رغم أنها كانت على صلة وثيقة بها، وإنما كانت تغني في عيد الجيش وغنّت لفيصل الثاني، ولهذا أُهملت وغُيبت في عهده وظلت مُغيبة، وقالت متعجبة: أعجب على الناس قالوا للملك لا نصدق لأن نراك عريساً، وبعد أسبوع واحد من هذا الكلام قتلوه!

### وفاتها
توفيت في 22 أكتوبر 2012، بعمر 91 عاماً، في مدينة بغداد بعد صراع طويل مع المرض.

## وصلات خارجية
- عفيفة اسكندر.. طابت نفسها فغنت !!